# M.I.B
M.I.B는 대한민국의 남성 4인조 힙합그룹으로 정글엔터테인먼트 소속이었다. 2011년 10월 27일 Mnet을 통해 싱글 "Most Incredible Busters"를 발매하여 데뷔했다. 이후 M.I.B는 2011년과 2012년에 걸쳐 "Most Incredible Busters" 히트를 기록했다. 2013년 4월 10일에 "Money In the Buliding"을 발매했고, 같은해 7월 5일 "Men In Back"를 발매했다. 2017년 1월 4일, 소속사에서 해체를 발표하였다.

## 활동 내용
2011년 M.I.B "1집 Most Incredible Busters" 타이틀곡 "GDM"으로 데뷔.
2012년 4월 "Celebrate" 타이틀곡 "Celebrate"로 활동.
2012년 5월 "Illusion" 타이틀곡 "나만 힘들게"로 활동.
2013년 4월 "Money In the Building" 타이틀곡 "끄덕여줘!"로 활동.
2013년 8월 "Men In Black" 타이틀곡 "들이대"로 활동.
2013년 12월 "너부터 잘해" 타이틀곡 "너부터 잘해"로 활동. 아쉽게도 멤버 5Zic이 프로듀싱한 수록곡이었던 "히비디히비디합"은 부득이하게 앨범에 실리지 못함.
2014년 3월 "The Maginot Line" 타이틀곡 "치사Bounce"로 활동.

### 데뷔와GDM
M.I.B는 데뷔 전부터 각 멤버들의 이력과 실력들이 온라인 상에서 화제가 되며 실시간 검색어 1위까지 오르고, 미국에서 미니 공연으로 독특한 실력을 뽐냈다. 2011년 10월 27일에는 Mnet 엠카운트다운에서 데뷔 무대를 가졌다. MIB는 데뷔 무대 이후 "GDM"의 뮤직 비디오도 공개하였는데 조회수가 10만건 넘었다. 이는 신인 힙합가수로서는 매우 폭발적인 수치였다. MIB는 음악방송에 출연할 때마다 실시간 검색어 순위에 1위에 오르는 등 신인답지 않은 무대매너와 랩으로 많은 관심을 받았으며, 이후 멤버들이 Mnet 음악 프로그램인 MUST에 출연하게 되어 소위 '강한남자' 컨셉으로 많은 인기를 얻게 된다.

## 이전 구성원
| 이름      | 소개 |
| --------- | --- |
| 직 재스퍼 | - 본명 : 김한길 (Kim Han-Gil) - 생년월일 : 1988년 7월 26일(36세) - 출생지 : 대한민국 경기도 부천시 - 포지션 : 리더, 메인래퍼 - 활동 기간 : 2011년 10월 25일 ~ 2017년 1월 4일                                     |
| 강남      | - 본명 : 나메카와 야스오 (일본어: 滑川 康男, Namekawa Yasuo), 권강남 (Kwon Kang-Nam) - 생년월일 : 1987년 3월 23일(38세) - 출생지 : 일본 도쿄 - 포지션 : 메인보컬 - 활동 기간 : 2011년 10월 25일 ~ 2017년 1월 4일 |
| 영크림    | - 활동명 : 영크림 (Young Cream) - 생년월일 : 1990년 2월 14일(35세) - 출생지 : 대한민국 대전광역시 - 포지션 : 래퍼 - 활동 기간 : 2011년 10월 25일 ~ 2017년 1월 4일                                                |
| 심스      | - 본명 : 심종수 (Shim Jong-Su) - 생년월일 : 1991년 2월 27일(34세) - 출생지 : 대한민국 서울특별시 - 포지션 : 래퍼 - 활동 기간 : 2011년 10월 25일 ~ 2017년 1월 4일                                                 |